# Carmen Ávalos del Pino
Carmen Ávalos del Pino és Doctora en Filosofia (PhD) per la Universitat de Cambridge, Llicenciada en antropologia per la Universitat de Barcelona, i ha fet estudis de cinema a París (Ateliers Varan i École Pratique des Hautes Études-Sorbonne).
Ha treballat com a directora de documentals en diferents mitjans com TVE (programa Gran Angular), betebé (Nits Temàtiques) o La Cinquème França (Programa Génération 2000). Actualment té un llargmetratge en fase de preproducció: “Cuando se giran las sombras”, produït per ORREAGA PRODUCCIONES, S.L. i FISHCORB FILMS.
Des de fa més de 10 anys, és analista de guions i directora de projectes de ficció i documentals, alguns títols: “48 grados” (2012); “Robin Bank”, estrena prevista en 2021, “The man who wanted to see It all” (2019), “Serás hombre” (2018) o "Els Nens del Nepal" (Goya al millor curtmetratge 2004).
És professora de cinema a la Universitat Autònoma de Barcelona en els graus de Comunicació Audiovisual i Publicitat, Humanitats i Periodisme. En els últims anys ha estat professora de diversos màsters de l'àmbit audiovisual: màster de Documental Creatiu, màster de Periodisme Literari, màster de Comunicació i Gènere, i del màster en estratègia i creativitat digital. És professora en escoles de cinema com Bande à Part de Barcelona i al Centre de Cultura de Dones Francesca Bonnemaison.